# Rozoy-le-Vieil
Rozoy-le-Vieil là một xã trong tỉnh Loiret, vùng Centre-Val de Loire bắc trung bộ nước Pháp.